# Old Jefferson
Old Jefferson és una població dels Estats Units a l'estat de Louisiana. Segons el cens del 2000 tenia 5.631 habitants.

## Demografia
Segons el cens del 2000, Old Jefferson tenia 5.631 habitants, 2.044 habitatges, i 1.582 famílies. La densitat de població era de 615,9 habitants/km².
Dels 2.044 habitatges en un 45,5% hi vivien nens de menys de 18 anys, en un 62,9% hi vivien parelles casades, en un 10,4% dones solteres, i en un 22,6% no eren unitats familiars. En el 17,9% dels habitatges hi vivien persones soles el 3,1% de les quals corresponia a persones de 65 anys o més que vivien soles. El nombre mitjà de persones vivint en cada habitatge era de 2,75 i el nombre mitjà de persones que vivien en cada família era de 3,15.
Per edats la població es repartia de la següent manera: un 29,4% tenia menys de 18 anys, un 8,1% entre 18 i 24, un 36,8% entre 25 i 44, un 21% de 45 a 60 i un 4,6% 65 anys o més.
L'edat mediana era de 32 anys. Per cada 100 dones de 18 o més anys hi havia 93,8 homes.
La renda mediana per habitatge era de 52.220 $ i la renda mediana per família de 59.778 $. Els homes tenien una renda mediana de 41.164 $ mentre que les dones 27.044 $. La renda per capita de la població era de 21.410 $. Entorn del 2,3% de les famílies i el 3,7% de la població estaven per davall del llindar de pobresa.

## Poblacions més properes
El següent diagrama mostra les poblacions més properes.